# An toàn cháy nổ

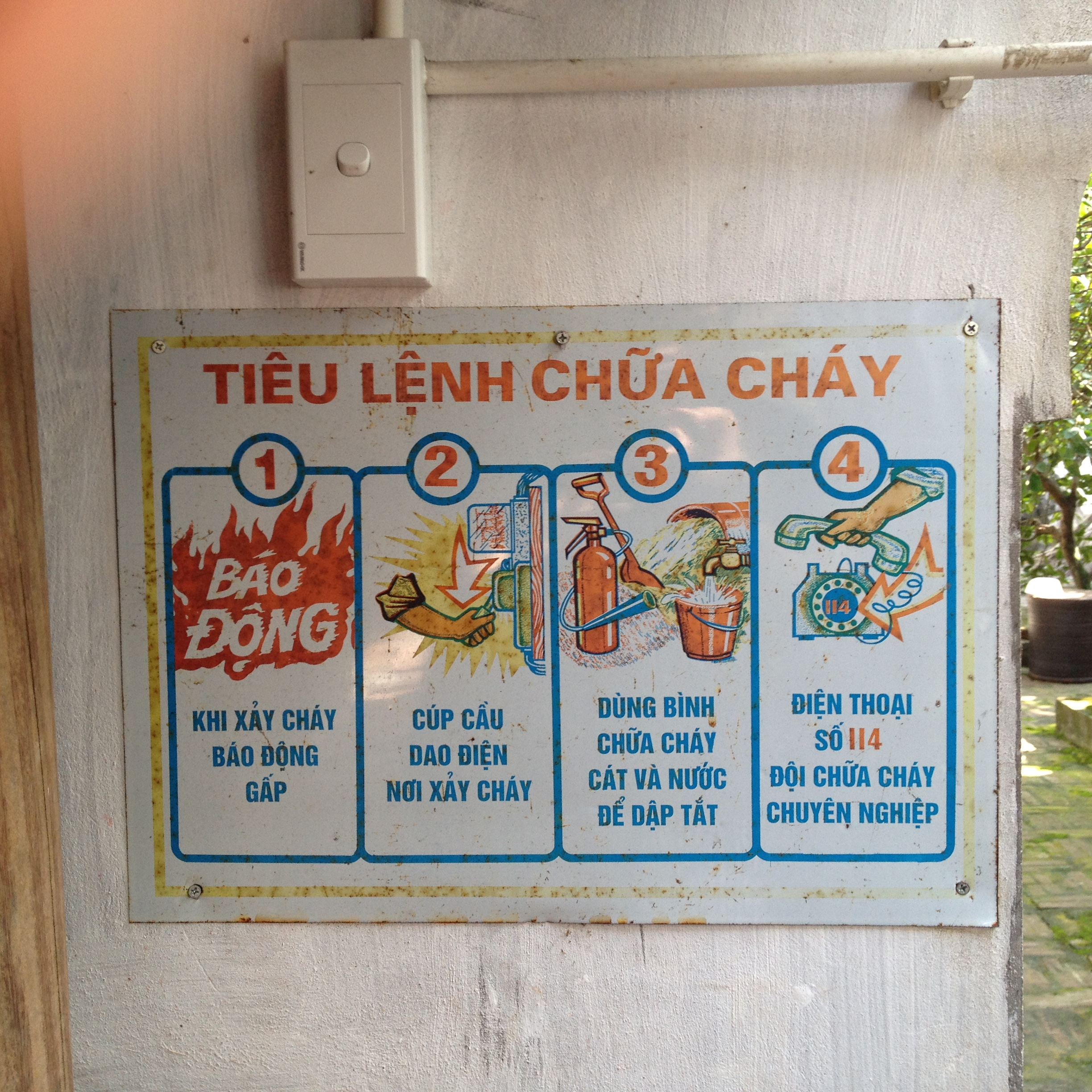
Tiêu lệnh chữa cháy được treo trên tường trên phố Chùa Láng, Hà Nội, Việt Nam.

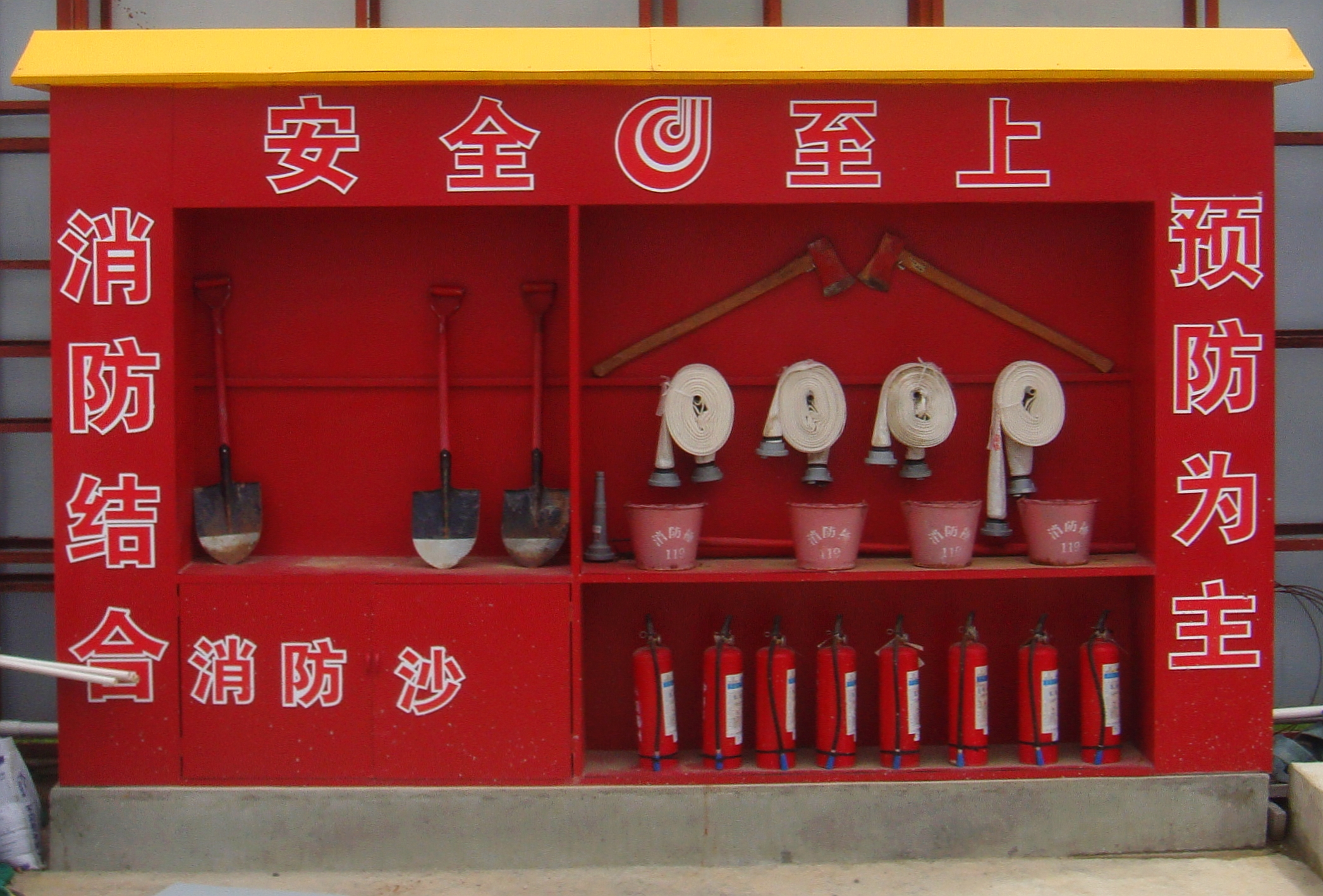
Thiết bị an toàn phòng cháy chữa cháy tại một công trường ở Trung Quốc

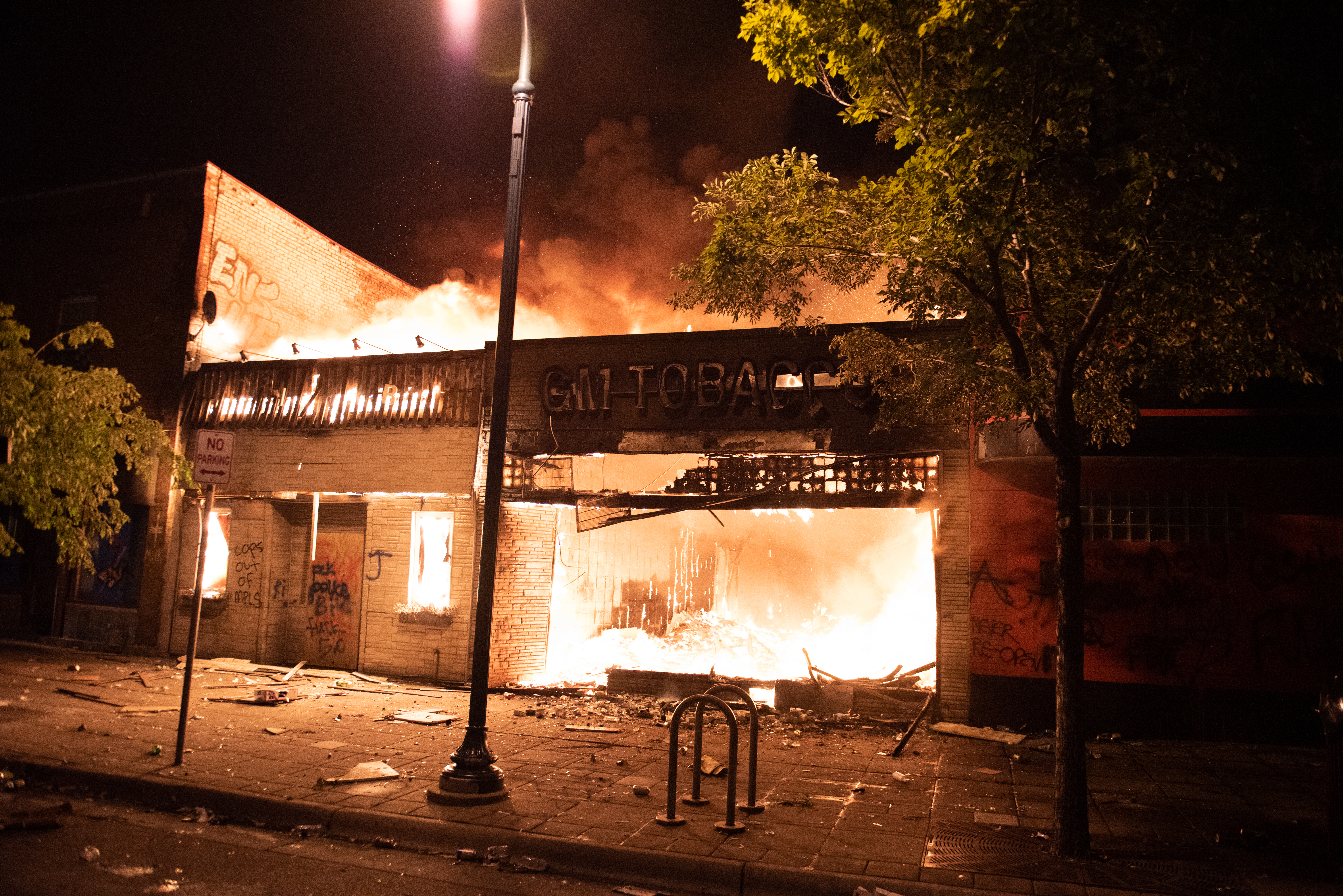
Thiệt hại tài sản do phóng hỏa

An toàn cháy nổ là tập hợp các biện pháp nhằm giảm thiểu thiệt hại do hỏa hoạn gây ra. Các biện pháp an toàn phòng cháy chữa cháy bao gồm những biện pháp nhằm ngăn chặn sự bùng phát của đám cháy không được kiểm soát và những biện pháp được sử dụng để hạn chế sự lan rộng và tác động của đám cháy.
Các biện pháp an toàn phòng cháy chữa cháy gồm những biện pháp được lên kế hoạch trong quá trình xây dựng một tòa nhà và những biện pháp cung cấp kiến thức phòng cháy chữa cháy cho cư dân trong tòa nhà đó.
Các mối đe dọa đối với an toàn cháy nổ được gọi là nguy cơ hỏa hoạn. Nguy cơ hỏa hoạn là các tình huống làm tăng khả năng xảy ra hỏa hoạn hoặc có thể cản trở quá trình thoát hiểm trong trường hợp hỏa hoạn xảy ra.

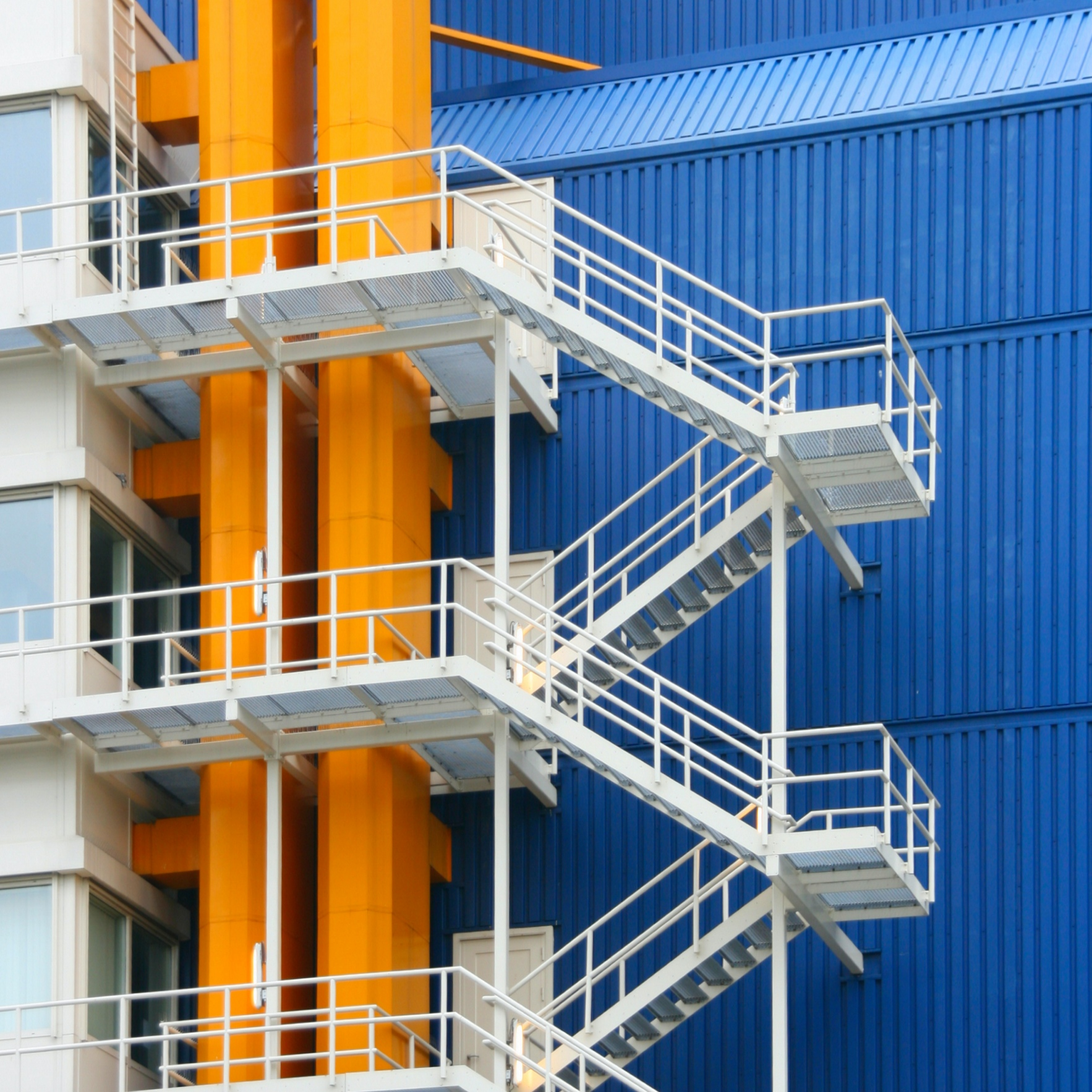
Cầu thang thoát hiểm bên ngoài một tòa nhà công cộng ở Hà Lan.

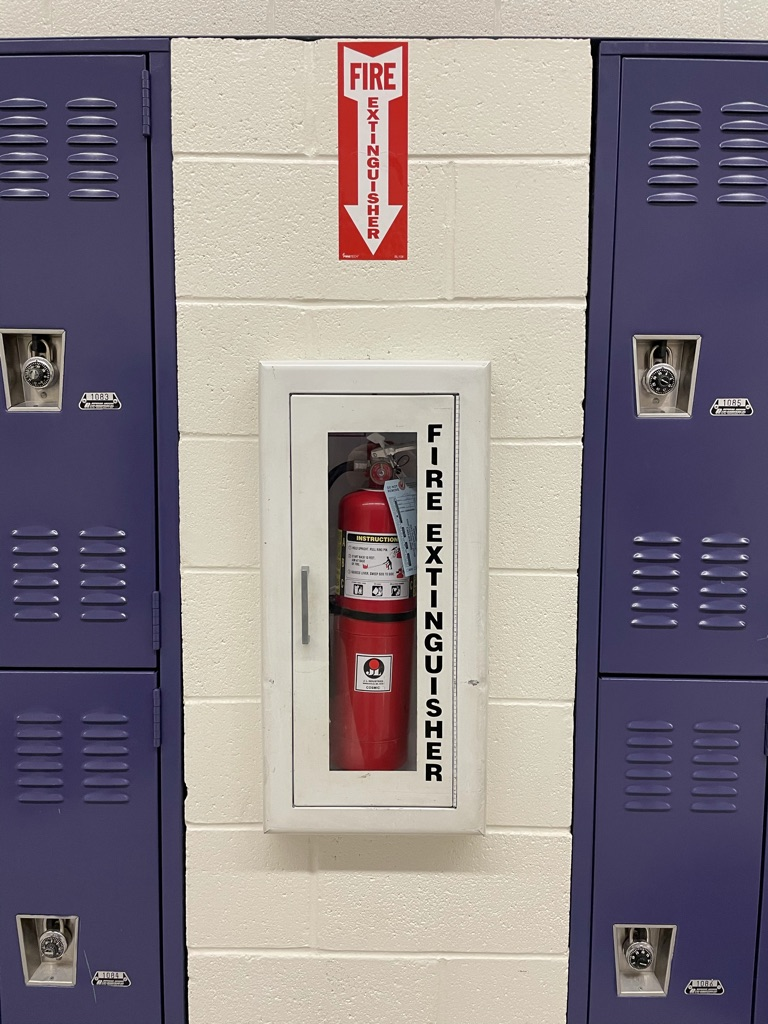
Bình cứu hỏa tại trường học

An toàn cháy nổ là một phần của an toàn xây dựng. Thanh tra có nhiệm vụ đến các tòa nhà để theo dõi các vi phạm Luật Phòng cháy chữa cháy và đến trường học để giáo dục trẻ em về các chủ đề an toàn phòng cháy chữa cháy. Trưởng phòng Phòng cháy chữa cháy làn người đào tạo những người mới làm việc tại phòng Phòng cháy chữa cháy và cũng có thể tiến hành thanh tra, kiểm tra, giám sát.